# Lillasjö (Karl Gustavs socken, Västergötland, 635245-130389)
Lillasjö är en sjö i Varbergs kommun i Västergötland och ingår i Viskans huvudavrinningsområde.